# إقليم جاتجام
إقليم جاتجام أو إقليم شيتاغونغ رسميًا باسم إقليم تشاتوغرام (بالبنغالية: চট্টগ্রাম বিভাগ) هو أحد الأقسام الإدارية الثمانية في بنغلاديش وأكبرهم حسب المساحة 34,529.97 كـم2 (13,332.10 ميل2). يقع الإقليم في أقصى الجنوب الشرقي من البلاد وبلغ عدد سكانه 33,202,326 نسمة وفقًا لتعداد عام 2022. يوجد في كوكس بازار أطول شاطئ بحري طبيعي في العالم، وجزيرة سانت مارتن الشعاب المرجانية الوحيدة في بنغلاديش.

## التاريخ
تأسس إقليم جاتجام في عام 1829 ليكون أحد الأقاليم الخمس في أقصى شرق البنغال واختيرت جاتجام مركزًا له. غير اسم منطقة تيبيرا التابعة للقسم إلى منطقة كوميلا عام 1960.

## التقسيم الإداري
ينقسم إقليم شيتاغونغ حاليا إلى إحدى عشرة ناحية (زيلا) ومن ثم إلى 100 ناحية فرعية (أوبازيلا).
| الاسم                 | القاعدة                  | المساحة (كم2) | عدد السكان تعداد 1991 | عدد السكان تعداد 2001 | عدد السكان تعداد 2011 | عدد السكان تعداد 2022 |
| --------------------- | ------------------------ | ------------- | --------------------- | --------------------- | --------------------- | --------------------- |
| مديرية برهمن‌ بريه ‏    | براهمانباريا ‏            | 1٬881٫20      | 2٬141٬745             | 2٬398٬254             | 2٬840٬498             | 3,306,563             |
| ناحية كملا            | كملا                     | 3٬146٫30      | 4٬032٬666             | 4٬595٬539             | 5٬387٬288             | 6٬212٬216             |
| ناحية جانديفور ‏       | ساندفور صدر ‏             | 1٬645٫32      | 2٬032٬449             | 2٬271٬229             | 2٬416٬018             | 2٬635٬748             |
| Lakshmipur District   | لاكشميبور سادار أوبازيلا | 1٬440٫39      | 1٬312٬337             | 1٬489٬901             | 1٬729٬188             | 1٬938٬111             |
| Noakhali District     | Maijdee                  | 3٬685٫87      | 2٬217٬134             | 2٬577٬244             | 3٬108٬083             | 3٬625٬252             |
| Feni District         | Feni                     | 990٫36        | 1٬096٬745             | 1٬240٬384             | 1٬437٬371             | 1٬648٬896             |
| Khagrachhari District | Khagrachhari             | 2٬749٫16      | 342٬488               | 525٬664               | 613٬917               | 714٬119               |
| Rangamati District    | Rangamati                | 6٬116٫11      | 401٬388               | 508٬182               | 595٬979               | 647٬587               |
| Bandarban District    | Bandarban                | 4٬479٫01      | 230٬569               | 298٬120               | 388٬335               | 481٬109               |
| مديرية جاتجام         | جاتجام                   | 5٬282٫92      | 5٬296٬127             | 6٬612٬140             | 7٬616٬352             | 9٬169٬464             |
| ناحية كوكس بازار ‏     | Cox's Bazar              | 2٬491٫85      | 1٬419٬260             | 1٬773٬709             | 2٬289٬990             | 2٬823٬265             |
| المجموع               | 11                       | 34,529.97     | 20٬552٬908            | 24٬290٬384            | 28٬423٬019            | 33٬202٬326            |

## السكان
| أديان الإقليم | أديان الإقليم | أديان الإقليم | أديان الإقليم | أديان الإقليم |
| ------------- | ------------- | ------------- | ------------- | ------------- |
| الدين         | الدين         |               | النسبة        | النسبة        |
| مسلم          | مسلم          |               | 90.11%        | 90.11%        |
| هندوس         | هندوس         |               | 6.61%         | 6.61%         |
| البوذية       | البوذية       |               | 2.92%         | 2.92%         |
| مسيحيون       | مسيحيون       |               | 0.22%         | 0.22%         |
| أخرى          | أخرى          |               | 0.14%         | 0.14%         |

يذكر في تعداد بنغلاديش لعام 2022 أن الإقليم فيه 7,528,333 أسرة و33,202,326 نسمة، يعيش 33.7٪ منهم في المناطق الحضرية ومعدل الكثافة السكانية 979 شخصًا لكل كيلومتر مربع. بلغت نسبة المسلمين 90.11٪ والهندوس 6.61٪ والبوذيين 2.92٪ والمسيحيين 0.22٪ والبقية 0.14٪ هم متبعي الديانات الأخرى.

## روابط خارجية
- Government of Chittagong Division website